# Tehuacania
Tehuacania är ett släkte av skalbaggar. Tehuacania ingår i familjen Dynastidae.
Kladogram enligt Catalogue of Life:
| Tehuacania | \| \| Tehuacania howdeni \| \| \| \| \| \| Tehuacania porioni \| \| \| \| |
|            | \| \| Tehuacania howdeni \| \| \| \| \| \| Tehuacania porioni \| \| \| \| |
|            | Tehuacania howdeni                                                        |
|            |                                                                           |
|            | Tehuacania porioni                                                        |
|            |                                                                           |